# Serranía de Hornocal
La serranía de Hornocal es una sierra ubicada a 25 kilómetros de la ciudad de Humahuaca en la provincia de Jujuy en la Argentina. Está formada mayormente por rocas de la Formación Yacoraite, una unidad geológica calcárea de antigüedad Cretácico Superior, que se extiende desde la provincia de Salta, atravesando la Quebrada de Humahuaca y luego el altiplano boliviano hasta Perú. Este accidente geográfico tiene una altura de 4761 metros sobre el nivel del mar.
Su forma característica es resultado de un efecto de corte, que consiste en la erosión en ángulo de un conjunto de capas paralelas que produce un efecto visual similar al de plegamientos (erróneamente asociado a esta serranía con frecuencia).

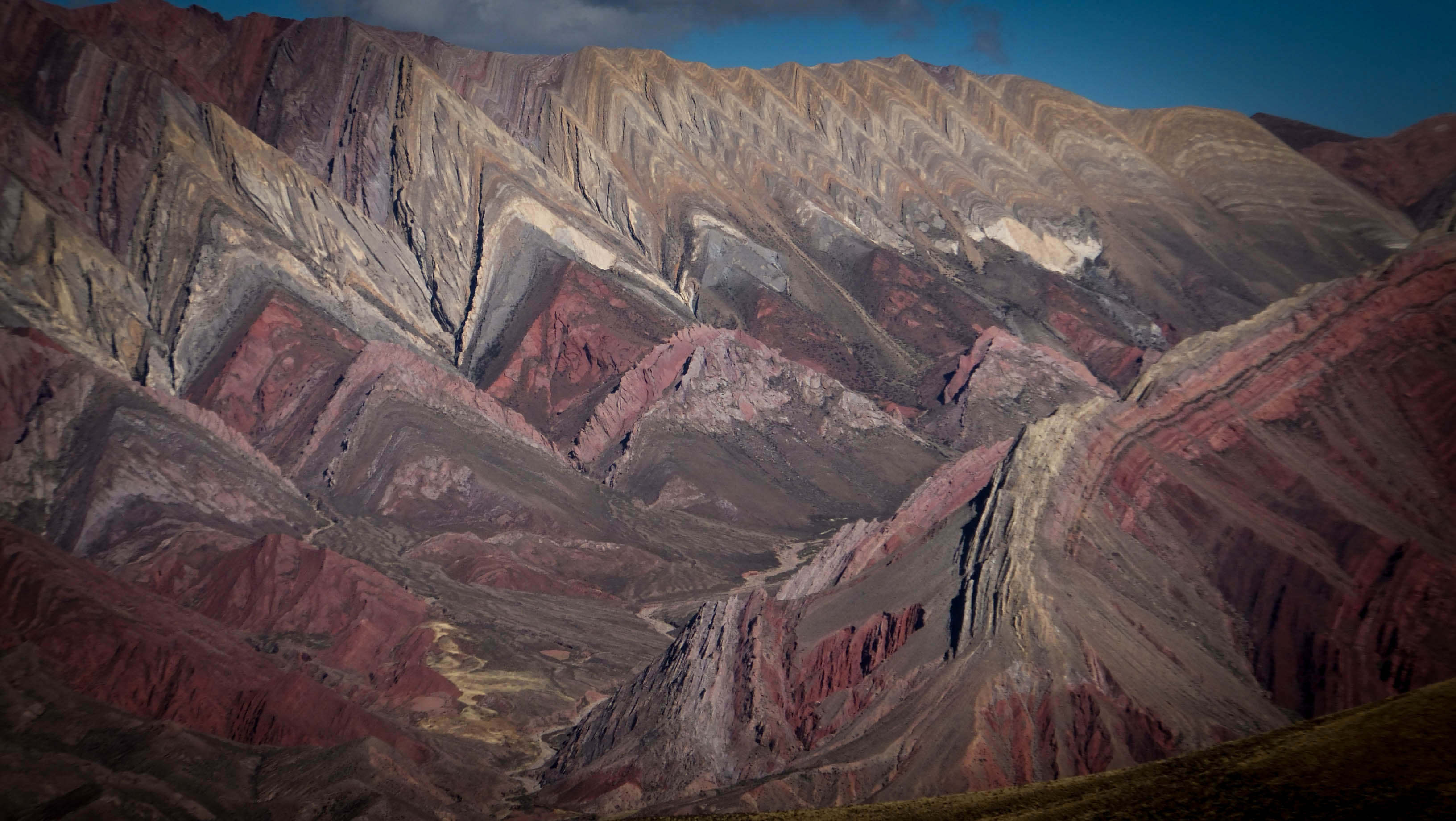
Cerro Hornocal